# Тагил
Таги́л — река в Свердловской области России, правый приток Туры.

## Этимология
По оценке Е. М. Поспелова, из ряда возможных наиболее предпочтительная происходит от древнетюркского тагыл — «горная местность».

## Гидрология
Длина реки — 414 км, площадь бассейна — 10,1 тыс. км². Тагил берёт начало на восточном склоне Среднего Урала, место истока — гора Перевал в 7 км к западу от Новоуральска. Река течёт преимущественно на северо-восток и впадает в Туру возле села Болотовского, в 16 км выше по течению посёлка Санкино. В верховьях Тагила есть пороги, в низовьях река довольно извилиста.
Питание смешанное, с преобладанием снегового. Колебания уровня воды за год порядка 3,3 м. Среднегодовой расход воды — 40 м³/с, средний уклон ~ 1 м/км. Замерзает в начале ноября, вскрывается во второй половине апреля.
На Тагиле расположены Верхнетагильское, Ленёвское и Нижнетагильское водохранилища, города Верхний Тагил и Нижний Тагил.

## Притоки
(расстояние от устья)
- 1,7 км: Кыртомка
- 32 км: Бобровка
- 36 км: Лаптевка
- 43 км: Миняева
- 45 км: Копыриха
- 54 км: Калганчиха
- 54 км: Меньшикова
- 61 км: Борисовка
- 77 км: Нырья
- 83 км: Казанка
- 92 км: Сидоровка
- 95 км: Берстеневка
- 99 км: Мугай
- 127 км: Зеньковка
- 143 км: Салда
- 195 км: Ленёвка
- 226 км: Белая Теляна
- 241 км: Утка
- 245 км: Винновка
- 258 км: Катаба
- 270 км: Мака
- 273 км: Лая
- 274 км: Ольховка
- 288 км: Баранча
- 295 км: Лебяжка
- 297 км: Выя
- 300 км: Вязовка
- 306 км: Большая Кушва
- 310 км: Леба
- 311 км: Руш
- 322 км: Шайтанка
- 323 км: Чёрная
- 332 км: Ленёвка
- 335 км: Карасиха
- 347 км: Осиновка
- 360 км: Аблей
- 361 км: Шайтанка
- 374 км: Сибирка
- 386 км: Вогулка
- 404 км: Бобровка

Основные притоки: Баранча, Салда, Выя, Мугай, Кыртомка.

## Населённые пункты
На Тагиле расположены следующие населённые пункты (от истока к устью):
- город Верхний Тагил,
- посёлок Тепловая,
- деревня Братчиково,
- город Нижний Тагил,
- село Балакино,
- деревня Ясьва,
- посёлок Тагильский,
- деревня Моршинино,
- деревня Толстова,
- деревня Толмачёва,
- село Мугай,
- деревня Шмакова,
- деревня Анисимова,
- деревня Плюхина,
- посёлок городского типа Махнёво,
- деревня Перевалова,
- деревня Карпихина,
- деревня Трошкова,
- деревня Кокшарова,
- деревня Большая Ерзовка,
- деревня Подкина,
- деревня Пурегова,
- село Кишкинское,
- деревня Луговая,
- деревня Ложкина,
- деревня Турутина,
- село Фоминское,
- село Болотовское.

## Данные водного реестра
По данным государственного водного реестра России, река Тагил относится к Иртышскому бассейновому округу. Речной бассейн — Иртыш, речной подбассейн — Тобол (российская часть бассейна), водохозяйственный участок — Иртыш от впадения реки Ишим до впадения реки Тобол.

## Галерея

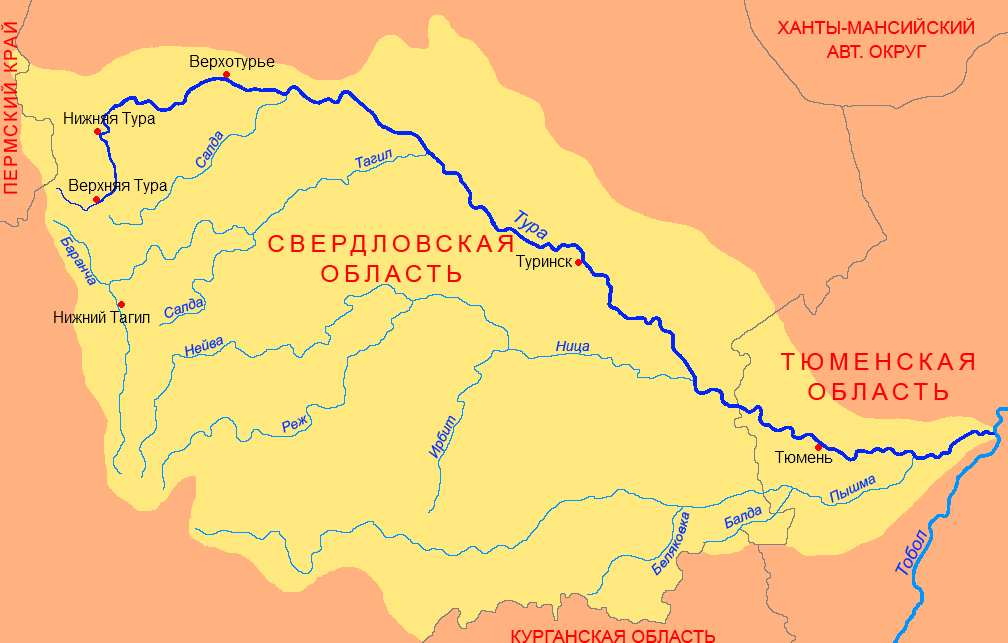
Бассейн Туры
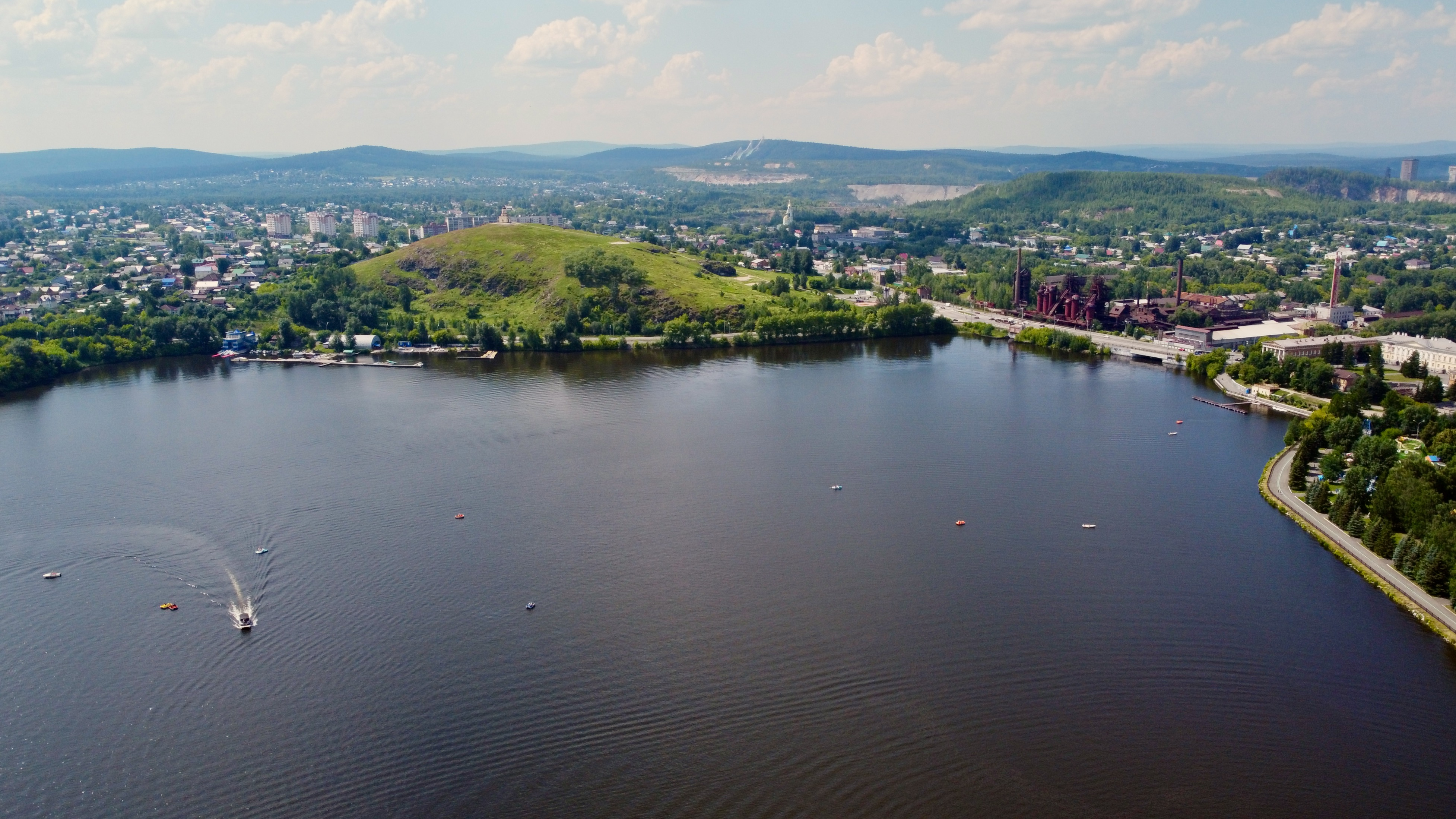
Вид на Тагильский пруд и Лисью гору
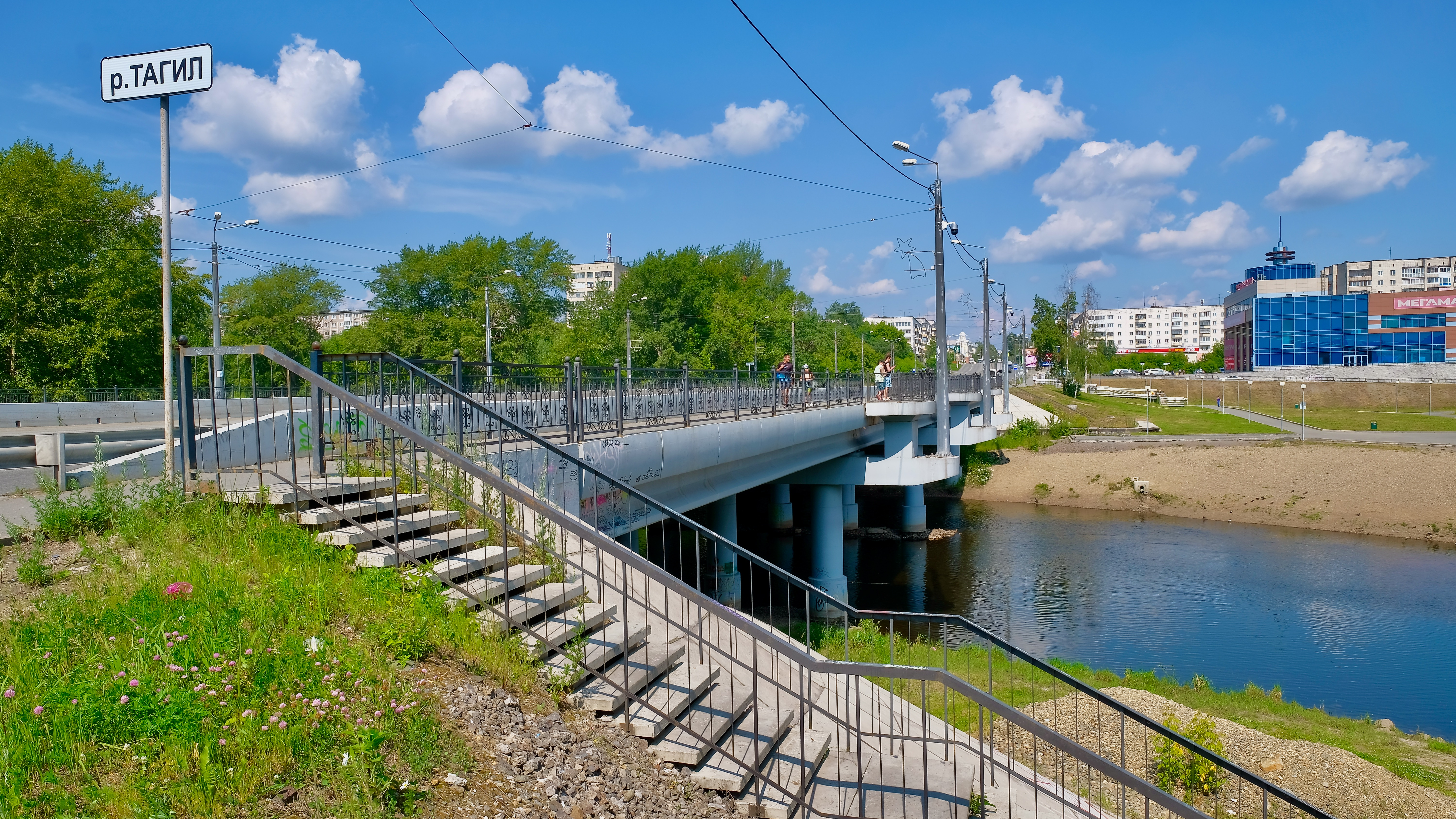
Мост на улице Фрунзе в Нижнем Тагиле
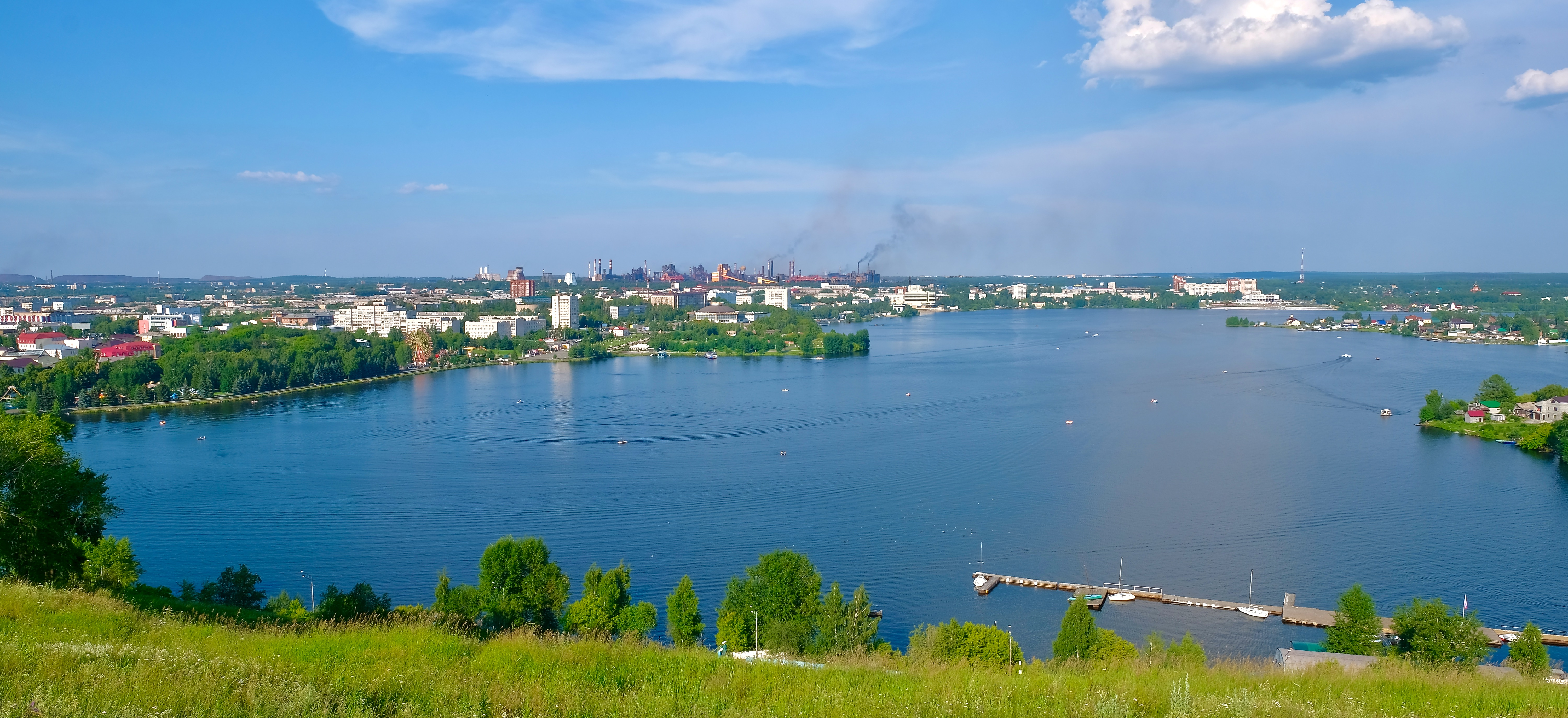
Тагильский пруд с Лисьей горы
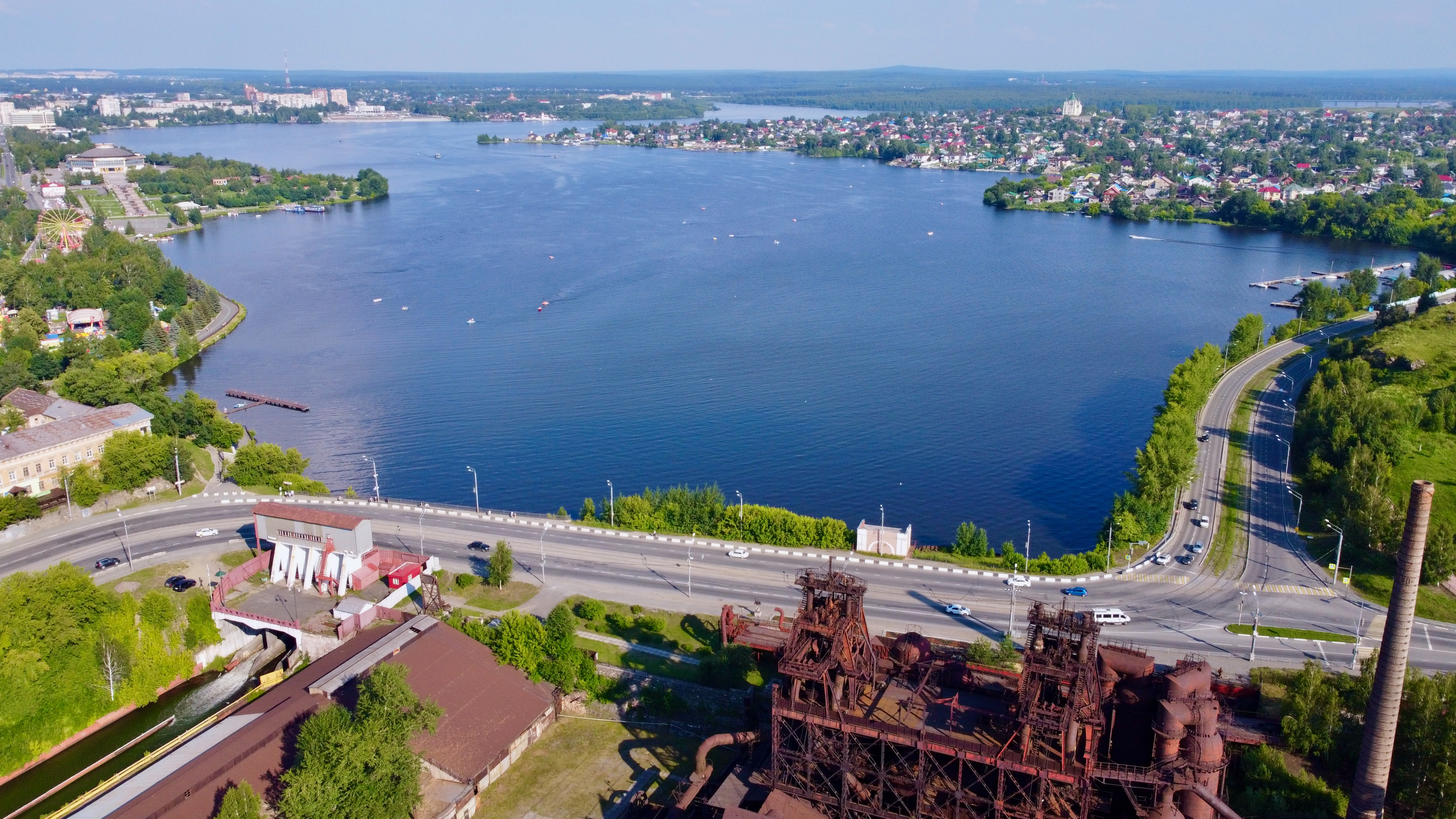
Вид на нижнетагильскую плотину с высоты
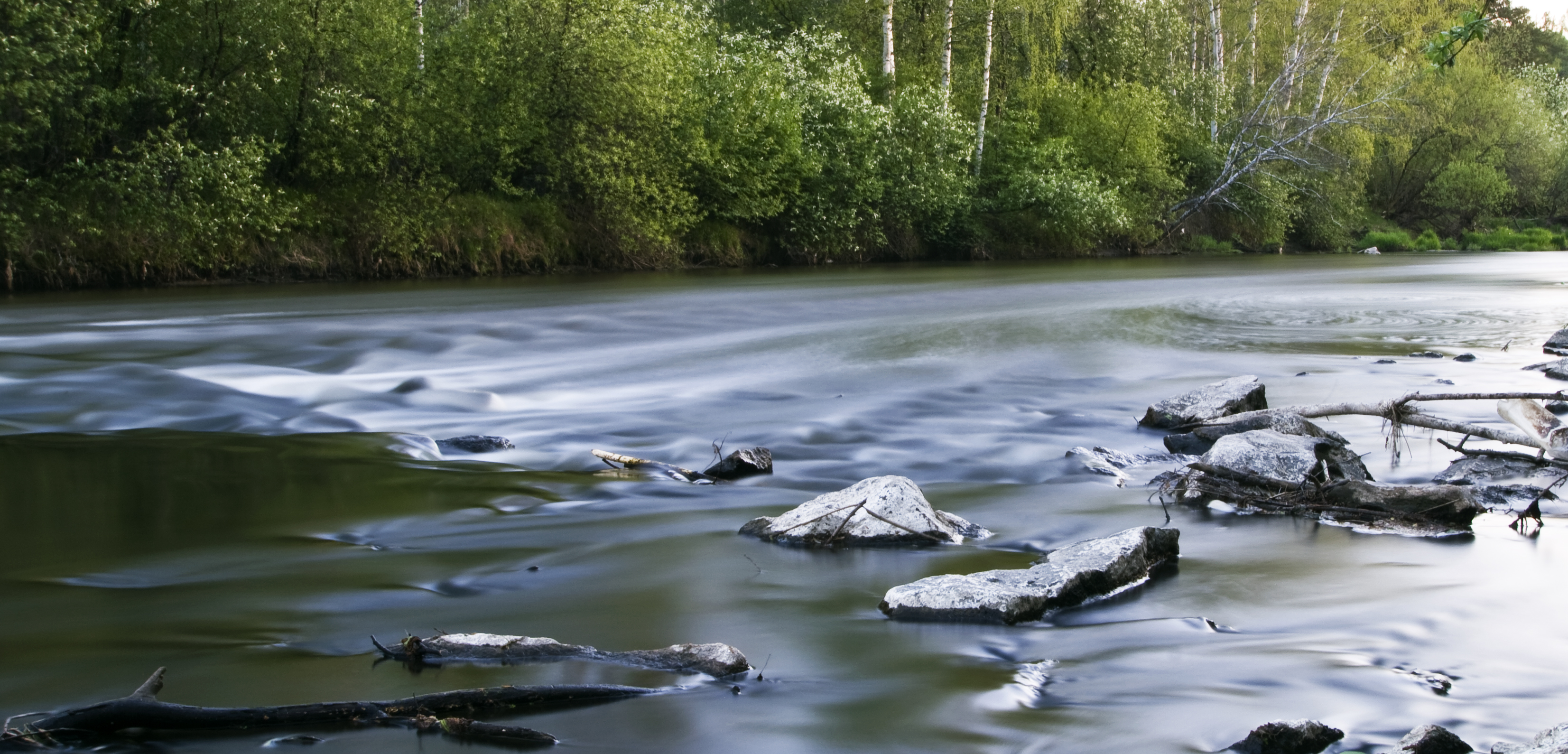
Около Медведь-камня
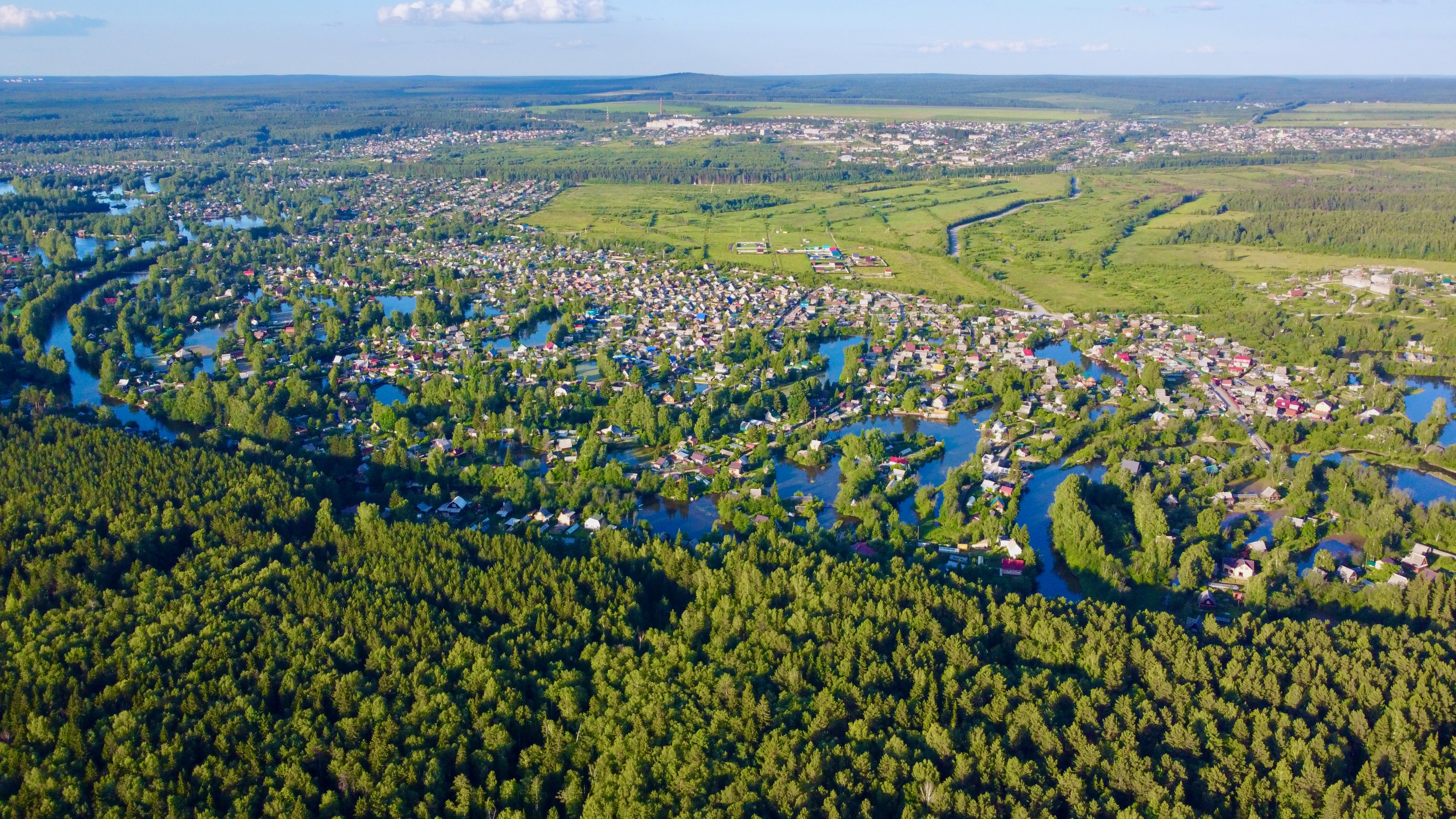
В месте пересечения автодороги Р352, так называемая «Тагильская Венеция»
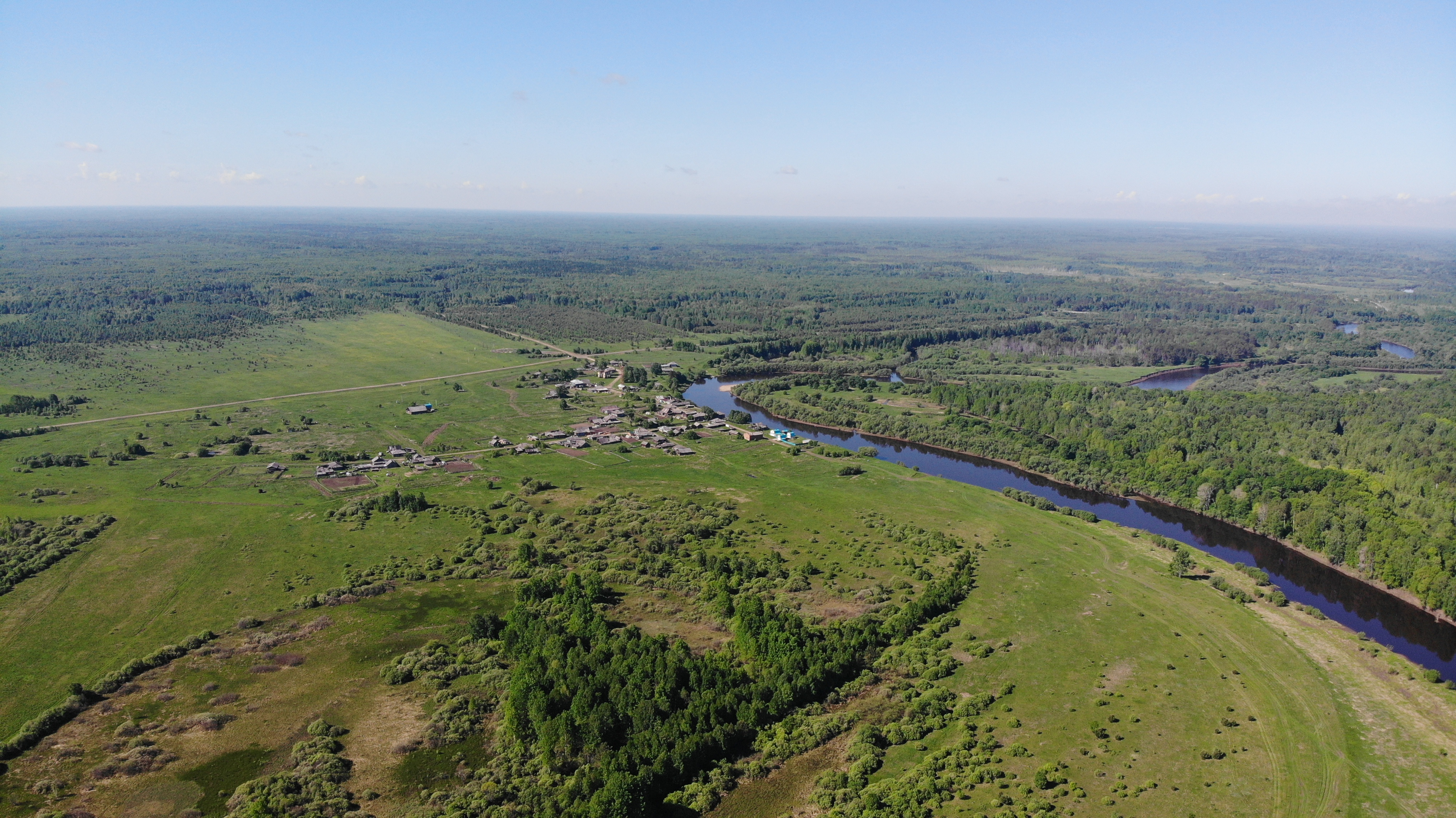
Около села Болотовского